# Arrojadoa
Genre
Arrojadoa est un genre de la famille des Cactaceae comprenant environ 10 espèces et plusieurs variétés.
Il est dédié au brésilien Miguel Arrojado Lisboa (1872-1932) qui était superintendant des chemins de fer brésiliens à l'époque de la découverte de la plante en 1920 .
Ils sont originaires de terrains rocailleux, perméables et semi-ombragés de plateaux du Brésil.
Ce sont des cereus arbustifs aux rameaux fragiles pouvant atteindre 2 m de haut, mais ne dépassant pas 3  à   4 cm de diamètre. Ils portent de 10 à 15 cotes. Les ramifications sont rares.
Chez les sujets adultes, les tiges se terminent par un céphalium duveteux qui donne naissance à des fleurs roses. Au printemps suivant, les rameaux percent le cephalium et un nouveau cephalium apparaît.
Les fleurs de couleur rose ou carmin, sont nocturnes et tubulaires de 1  à   3 cm de long et 0,5  à   1 cm de diamètre. Les fruits sont des baies rouges d'1,5 cm maximum de diamètre.

## Liste d'espèces
- Arrojadoa albiflora
- Arrojadoa bahiensis
- Arrojadoa dinae
  - Arrojadoa dinae var dinae
  - Arrojadoa dinae var eriocaulis (syn. A. beateae)
- Arrojadoa marylanae
- Arrojadoa penicillata
- Arrojadoa nova
- Arrojadoa rhodantha
  - Arrojadoa rhodantha subsp. aureispina
  - Arrojadoa rhodantha subsp. rhodantha (syn. A. canudosensis)

## Mode de culture
Les plantes ne sont pas très faciles à cultiver. Avec leurs tiges en forme de serpent, elles sont idéales pour des suspensions. Elles poussent rapidement dans de bonnes conditions. Elles se multiplient plus facilement par semis que par repiquage. Elles apprécient en été un sol légèrement humide et des arrosages abondants. Et un hivernage au sec avec une température minimale de 10 °C.